# Каттакурганское бекство
Каттакурганское бе́кство или Каттакурганский вилайет (узб. Kattaqo'rg'on bekligi / Kattaqo'rg'on viloyati)
— административная единица в составе Бухарского эмирата, на территории современного Узбекистана. Административным центром являлся Каттакурган.